# Величко Олена Михайлівна
Олена Михайлівна Величко — український вчений, доктор технічних наук, професор, завідувач кафедри репрографії Видавничо-поліграфічного інституту НТУУ «КПІ»

## Біографічні відомості
Народилася у м. Києві в сім'ї робітника.
Після завершення середньої школи працювала в державних установах і на виробничо-поліграфічному підприємстві НДІ технічної інформації і техніко-економічних досліджень Держплану УРСР.
1970 р. вступила на навчання до Київського вечірнього факультету Українського поліграфічного інституту (УПІ) ім. Івана Федорова, який закінчила 1976 р. з відзнакою.

## Наукова та викладацька діяльність
1974—1980 рр. працювала у Київській філії Державного проектного і науково-дослідного інституту поліграфічної промисловості (ДІПРОНДІПоліграф) на посадах молодшого, згодом старшого наукового співробітника.
1980—1983 рр. — навчалася в аспірантурі при УПІ ім. Івана Федорова.
У 1984 р. у Московському поліграфічному інституті захистила дисертаційну роботу «Механизм структурных изменений и регулирование износостойкости фотополимерных и металлических форм высокой печати» на здобуття наукового ступеня кандидата технічних наук, яка була виконана під керівництвом Е. Т. Лазаренка і Б. І. Костецького.
1984—1992 рр. працювала старшим науковим співробітником УкрНДІ спеціальних видів друку.
1992 р. ВАК затвердив О. М. Величко у вченому званні старшого наукового співробітника. Цього ж року переходить на роботу до Видавничо-поліграфічного факультету Київського політехнічного інституту (згодом Видавничо-поліграфічний інститут (ВПІ) НТУУ «КПІ»), де працювала на посадах доцента (1992—2006 рр.), а потім професора (2006—2008 рр.).
1999 р. Атестаційна колегія Міністерства освіти України присвоїла О. М. Величко вчене звання доцента кафедри репрографії.
1999—2002 рр. — навчалася у докторантурі при НТУУ «КПІ».
2006 р. в Українській академії друкарства захистила дисертаційну роботу «Теоретичні основи взаємодії інформаційного, енергетичного і матеріального потоків у друкарському контакті» на здобуття наукового ступеня доктора технічних наук. Науковий консультант А. К. Дорош.
Наукові інтереси стосуються проблем формних, друкарських і оздоблювальних процесів у сучасних способах репродукування і виробництва поліграфічної продукції, апаратного і програмного забезпечення для оцінки якості і стабілізації технологічних процесів, технології створення нових видань, у тому числі й електронних і мультимедійних.
Величко О. М. — автор і співавтор чотирьох монографій, трьох навчальних посібників з грифом МОН України, одного електронного навчального посібника з грифом НТУУ «КПІ», автор і співавтор понад 180 наукових і навчально-методичних праць, у тому числі 13 патентів на винаходи, 7 методичних розробок, виданих як електронні навчальні видання (посилання на видання надано нижче).
Керує і бере участь у науково-дослідній тематиці за бюджетним фінансуванням за напрямом «нові матеріали і технології», виступає рецензентом наукових робіт, монографій і підручників.

2008 р. Атестаційна колегія Міністерства освіти і науки України присвоїла О. М. Величко вчене звання професора кафедри технології поліграфічного виробництва.
З 2008 р. — завідувач кафедри репрографії ВПІ НТУУ «КПІ».
Професор Величко — заступник головного редактора збірника наукових праць «Техніка і технологія друкарства» та член редколегій фахових видань «Наукові записки (Українська академія друкарства)» і «Поліграфія і видавнича справа».
Наукові інтереси стосуються проблем формних, друкарських і оздоблювальних процесів у сучасних способах репродукування і виробництва поліграфічної продукції, апаратного і програмного забезпечення для оцінки якості і стабілізації технологічних процесів, технології створення нових видань, у тому числі й електронних і мультимедійних.
Величко О. М. — автор і співавтор чотирьох монографій, трьох навчальних посібників з грифом МОН України, одного електронного навчального посібника з грифом НТУУ «КПІ», автор і співавтор понад 180 наукових і навчально-методичних праць, у тому числі 13 патентів на винаходи, 7 методичних розробок, виданих як електронні навчальні видання (посилання на видання надано нижче).
Керує і бере участь у науково-дослідній тематиці за бюджетним фінансуванням за напрямом «нові матеріали і технології», виступає рецензентом наукових робіт, монографій і підручників.

## Творчий доробок
Автор та співавтор 150 наукових та навчально-методичних публікацій.
Під її керівництвом Р. А. Хохлова і К. О. Чепурна виконали та захистили дисертаційні роботи на здобуття наукового ступеня кандидата технічних наук.

## Праці
- Величко О. М. Матеріали зі спеціальними властивостями [Архівовано 25 січня 2018 у Wayback Machine.] [Електронний ресурс]: навчальний посібник / О. М. Величко, С. Ф. Гавенко, К. І. Золотухіна. — Електронні текстові дані (1 файл: 2,66 Мбайт). Львів: — УАД, 2016. — 155 с. — Назва з екрана.
- Величко О. М. Науково-практична конференція до 80-річчя Е. Т. Лазаренка [Архівовано 20 березня 2022 у Wayback Machine.] / О. М. Величко, О. В. Зоренко // Технологія і техніка друкарства: збірник наукових праць. — 2016. — Вип. 2(52). — С. 104—105.
- Величко О. М. Удосконалення процесів зволоження у офсетному друці [Архівовано 20 березня 2022 у Wayback Machine.] / О. М. Величко, К. І. Золотухіна, Т. В. Розум // Технологія і техніка друкарства: збірник наукових праць. — 2016. — Вип. 2(52). — С. 4–12. — Бібліогр.: 22 назви.
- [Архівовано 20 березня 2022 у Wayback Machine.] Зволоження в офсетному друці [Електронний ресурс]: навчальний посібник / Т. Розум, О. Зоренко, О. Мельников [та ін.] ; НТУУ «КПІ ім. Ігоря Сікорського». — Електронні текстові дані (1 файл: 4,17 Мбайт). — Київ: НТУУ «КПІ імені Ігоря Сікорського», «Політехніка», 2016. — 173 с. — Назва з екрана.
- [Архівовано 20 березня 2022 у Wayback Machine.] Методи підготовки антибактеріальних зволожувальних розчинів [Електронний ресурс]: лекції з тематичного циклу дисципліни «Матеріали зі спеціальними властивостями» для студентів напряму підготовки 6.051501 «Видавничо-поліграфічна справа» / НТУУ «КПІ» ; уклад. К. І. Золотухіна, Т. В. Розум, О. М. Величко. — Електронні текстові дані (1 файл: 222 Кбайт). — Київ: НТУУ «КПІ», 2016. — 40 с. — Назва з екрана.
- Благодір О. Л. [Архівовано 20 березня 2022 у Wayback Machine.] Вплив одночасної дії УФ-опромінення і магнітного поля у процесах реєстрації інформації / О. Л. Благодір, О. М. Величко, Т. Г. Осипова // Технологія і техніка друкарства: збірник наукових праць. — 2015. — Вип. 4(50). — С. 29–34. — Бібліогр.: 11 назв.
- Савченко К. І. [Архівовано 30 травня 2020 у Wayback Machine.] Відтворення кольору струминним друком / К. І. Савченко, О. В. Зоренко, О. М. Величко // Технологія і техніка друкарства: збірник наукових праць. — 2012. — Вип. 1(35). — С. 12–17. — Бібліогр.: 11 назв.
- Савченко К. І. [Архівовано 18 червня 2020 у Wayback Machine.] Дослідження властивостей друкарських фарб / К. І. Савченко, О. М. Величко, Т. В. Розум // Технологія і техніка друкарства: збірник наукових праць. — 2011. — Вип. 4(34). — С. 108—113. — Бібліогр.: 12 назв.
- Сучасний стан технологій друкування в Україні / К. І. Савченко, О. В. Зоренко, Т. В. Розум, О. М. Величко // Технологія і техніка друкарства: збірник наукових праць. — 2011. — Вип. 2(32). — С. 21–27. — Бібліогр.: 9 назв.
- Величко О. М. [Архівовано 29 травня 2020 у Wayback Machine.] Впевнений поступ у майбутнє / О. М. Величко, Ю. П. Мамонов // Технологія і техніка друкарства: збірник наукових праць. — 2010. — Вип. 2(28). — С. 208—212.
- Величко О. М. [Архівовано 12 жовтня 2014 у Wayback Machine.] Усі знання і досвід — учням / О. М. Величко // Технологія і техніка друкарства: збірник наукових праць. — 2010. — Вип. 4(30). — С. 267—268.
- Скиба В. М. [Архівовано 2 червня 2020 у Wayback Machine.] Хімічний аналіз поверхні пробільних елементів форм плоского офсетного друку методом рентгенівського мікроаналізу / В. М. Скиба, О. Ю. Коваль, О. М. Величко // Технологія і техніка друкарства: збірник наукових праць. — 2010. — Вип. 4(30). — С. 198—205. — Бібліогр.: 3 назви.
- [Архівовано 2 червня 2020 у Wayback Machine.] Ступінь емульгування і закріплення гібридних фарб / О. М. Величко, О. В. Зоренко, В. Г. Олійник, К. І. Савченко // Технологія і техніка друкарства: збірник наукових праць. — 2010. — Вип. 2(28). — С. 120—125. — Бібліогр.: 16 назв.
- Величко О. М. [Архівовано 12 жовтня 2014 у Wayback Machine.] Міцність сучасного газетного паперу / О. М. Величко, В. Г. Олійник, А. Юхимець // Технологія і техніка друкарства: збірник наукових праць. — 2009. — Вип. 1-2(23-24). — С. 194—196. — Бібліогр.: 4 назви.
- Величко О. М. [Архівовано 16 червня 2020 у Wayback Machine.] Новий технічний поступ технологій друкарства / О. М. Величко // Технологія і техніка друкарства: збірник наукових праць. — 2008. — Вип. 1(19). — С. 9–22. — Бібліогр.: 20 назв.
- Величко О. М. [Архівовано 16 червня 2020 у Wayback Machine.] Сучасні тенденції виробництва білових товарів / О. М. Величко, Л. О. Манілюк // Технологія і техніка друкарства: збірник наукових праць. — 2008. — Вип. 2(20). — С. 16–25. — Бібліогр.: 7 назв.
- Поліщук Г. В. [Архівовано 2 червня 2020 у Wayback Machine.] Вплив гібридних технологічних процесів на довговічність відбитків / Г. В. Поліщук, О. М. Величко // Технологія і техніка друкарства: збірник наукових праць. — 2008. — Вип. 3-4(21-22). — С. 21–26. — Бібліогр.: 10 назв.
- Відтворення тонового градієнта засобами репродукування [Текст]: монографія / О. . М. Величко, Я. В. Зоренко, В. М. Скиба, під заг. ред О. М. Величко. — К.: ВПЦ Київський університет, 2011. — 240 с.
- Таємниці друкарства: минуле, сучасне, майбутнє: навч. посіб. Нав. посібник / О. Ф. Розум, О. М. Величко, О. В. Мельников. — Львів: УАД, 2012. — 280 с.
- Проектування технологічних процесів видавничо-поліграфічного виробництва / О. М. Величко, В. М. Скиба, А. В. Шангін. — К.: НТУУ КПІ, 2014. — 235 с.
- Стабілізація параметрів відбитків у технологіях друкування на пористих і невсотувальних матеріалах /Катерина. Золотухіна, Олена. Величко. — К.: КПІ ім. Ігоря Сікорського, Вид-во Політехніка, 2016. — 160 с.
- [Архівовано 25 січня 2018 у Wayback Machine.] Матеріали зі спеціальними властивостями [Електронний ресурс]: навчальний посібник / О. М. Величко, С. Ф. Гавенко, К. І. Золотухіна. — Електронні текстові дані (1 файл: 2,66 Мбайт). Львів: — УАД, 2016. — 155 с.
- Місце гібридних технологій у ВПК України / О. М. Величко, К. І. Савченко // Поліграфія і видавнича справа. — 2011. — № 3
- Тоновідтворення репродукцій за нейтрально-сірою шкалою / О. М. Величко, Я. В. Зоренко // Наукові записки. — Львів, УАД. — 2011. — № 3. — С. 41-48
- Реологічні властивості гібридних фарб та фарб для друкування на невсотувальних матеріалах / К. І. Савченко, О. М. Величко // Поліграфія і видавнича справа. — 2012. — № 1. — С. 38-42
- Полиграфия Украины. Современное состояние, перспективы развития / К. С авченко, Е. Величко //Полиграфия.— 2013. — № 4. — С. 22-24
- Удосконалення процесів зволоження у офсетному друці / О. М. Величко, К. І. Золотухіна, Т. В. Розум // Технологія і техніка друкарства. — 2016. — № 2(52)
- Regularities of stability for printing forms of offset printing with dampening in short runs / Vasyl. Skyba, Kateryna. Zolotuhina, Olena. Velychko // EUREKA: Physics and Engineering. — 2016. — № 4. — С. 33-38
- Оформлення паковання офсетнирм друком (технологічні аспекти) / О. М. Величко, К. І. Золотухіна, Т. В. Розум // Упаковка. — 2016. — № 3. — С. 4-7
- Тенденції розвитку систем зволоження в плоскому офсетному друці / О. А. Кірічок, К. І. Золотухіна, О. М. Величко // Наукові записки. — 2016. — № 1. — С. 78-86.
- Velychko E.V. Processing of information flow interaction elements printed contact. — Publishing Kyiv University. — 2005. — P. 211—234.
- Study of anilox cell geometry impact on the ink volume transferred to the printing plate / O. Blagodir, O. Velychko // Przegląd Papierniczy. — 72 (7) . — 2016. — C. 443—447.

## Нагороди та відзнаки
Нагороджена медалями:
- «Ветеран труда»
- «В память 1500-летия Киева»

## Інтернет-ресурси
Інформація про О. М. Величко:
- [http://www.ntu-kpi.kiev.ua/709-5%5Bнедоступне+посилання+з+червня+2019%5D Стаття директора ВПІ НТУУ «КПІ» П. О. Киричка][недоступне посилання з жовтня 2019]